# Георг Гаас
Георг Гаас (нім. Georg Haas; 1905—1981) — австрійсько-ізраїльський герпетолог, малаколог та палеонтолог. Він був одним із засновників зоологічних досліджень в Ізраїлі. 

## Біографія
Гаас вивчав зоологію у Віденському університеті. У 1928 році він здобув ступінь доктора філософії, захистивши дисертацію про функціональну анатомію черепа примітивних і отруйних змій. Після короткої співпраці в Інституті кайзера Вільгельма в Берліні у 1932 році він емігрував до Палестини, де приєднався до співробітників Єврейського університету і протягом наступних чотирьох десятиліть Гаас вплинув на кілька поколінь молодих ізраїльських учених.
На додаток до своєї анатомічної та морфологічної роботи, Гаас вивчав розподіл і систематику рептилій і земноводних на Близькому Сході. Брав участь у кількох експедиціях до Трансйорданії, Негеву та Синайського півострова. Його ретельні та широкі таксономічні дослідження привели до першого опису кількох нових таксонів і розрізнення видів, статус яких довгий час був невизначеним.
Гаас описав види рептилій Acanthodactylus hardyi, Acanthodactylus schmidti, Atractaspis engaddensis, Pseudoceramodactylus khobarensis, Stenodactylus grandiceps, Stenodactylus slevini і Trigonodactylus arabicus. У 1951 році він описав вид равлика Elia elonensis.

## Вшанування
На честь Георга Гааса названо:
- два види ящірок
  - Acanthodactylus haasi;
  - Sphenomorphus haasi;
- види равликів:
  - Truncatellina haasi (Vertiginidae);
  - Cristataria haasi (Clausiliidae);
  - Euchondrus haasi (Enidae);
  - Mathilda haasi (синонім Mathilda gemmulata з родини Mathildidae);
  - підвид Elia moesta georgi;
- а також викопну змію Haasiophis.